# 比利亚阿尔塔
比利亚阿尔塔，是西班牙安达卢西亚自治区科尔多瓦省的一个市镇。总面积12平方公里，总人口630人（2001年），人口密度53人/平方公里。